# 旅の道連れ
『旅の道づれ』（丁: Reisekammeraten, 英: The Travelling Companion）は、デンマークの作家ハンス・クリスチャン・アンデルセンによる創作童話である。古くは1929年の文献に『旅の道づれ』という邦題が見られる。『旅の仲間』という邦題もある。

## 概要
1829年（1830年という説あり）、自身初となる詩集『詩』を出版。そこに収められた『幽霊―フュン島のおとぎ話』はデンマーク民話 
『死者の助け』の翻案で、彼にとって最初の童話である。『死者の助け』は後に『旅の道づれ』の原型となる。『幽霊―フュン島のおとぎ話』にはヨハン・カール・アウグスト・ムゼーウスの作風の影響が見られる。それを改稿し、1835年、『子どものための童話集Ⅱ：親指姫、いたずらっ子、旅の仲間』に収録。『グルンビ民話集』の『死んだイェルプ』とのつながりも指摘されている。
冒頭の場面は、実父の死を思い出して描写したものらしい。

## あらすじ
父親を病で失い、天涯孤独になってしまった少年、ヨハンネスは悲しみに打ちひしがれていたが、その日に見た夢の中で、美しい少女が自分に手を差し出し、亡き父親が、「これがお前のお嫁さんだ」と言うのを耳にした。翌朝、父の葬儀の手配をしてくれた隣人たちに感謝し、いつでもよい人であろうと誓い、広い世の中に飛び出してみようと旅に出る。
とある国で立ち寄った小さな教会で、葬式のすんでいない棺が安置されてあった。借金未返済を理由に、死体を棺からほうり出そうとする二人の男がいた。見かねたヨハンネスは全財産を男たちに与え、死人を棺の中に戻し、それから旅を続けた。
その後を見知らぬ男が追ってきて、一緒に旅をしようと誘い、強引に仲間になった。二人は意気投合し、仲良しになった。
旅の途中で、道連れの男は、以下の行為をおこなった。
1. 旅先で、足をくじいた老婆の傷を秘密の膏薬で治療し、礼として、三本の鞭を入手した。
2. 宿屋の酒場興業中の人形劇で使用されていた王妃の人形が、肉屋のブルドッグによって損傷したため、老婆に用いたのと同じ膏薬でを塗り、傷を消した。すると、人形は自ら踊りだす。人形つかいがほかの人形たちも同様にして欲しいという依頼を聞き入れ、交換物として人形つかいのサーベルを所望し、獲得した。
3. 上空から突然落下し、死んでしまった白鳥の羽をもぎ取り、もっていった。

それから二人は、大きな町へ入り、その国のお姫様が魔女で、姫の出す三つの謎を解けずに、多くの求婚者の王子が命を落とした、という話を立ち寄った宿屋で耳にする。ヨハンネスは姫の行列を見て、彼女が、父親のなくなった日に夢で見た美しい少女そっくりだったため、姫に求婚することを決意する。
城へやってきたヨハンネスに国王は姫のために犠牲になった王子たちの骸骨をみせて、姫を諦めるように促すが、ヨハンネスは意思を曲げることはなかった。神のご加護を彼は信じていた。
道連れの男はその夜、ヨハンネスのためのパーティーを開き、その最中にヨハンネスにポンスを与えて眠らせ、白鳥の羽を背中につけ、鞭を携帯して城に潜入した。そして、姫が大きな黒い羽をつけて城外に飛び出すと、透明人間になって姫の背中を鞭打ちしつつ、山の中にいる年寄の魔物のところへ辿りついた。魔物と姫との会話をすべて聞いた道連れの男は、宿屋に戻り、夢の中で見た話だと断った上で、ヨハンネスに、自分が耳にしたばかりの謎かけの解答を教えた。
その後、姫は二度、魔物の助言を求めに行ったが、そのたびに道連れの男に尾行された。最初の時から数えて三度目の時に、魔物は姫に、自分の顔のことを考えろと小声で言ったが、姫を城まで送っていったところを、道連れの男によってサーベルで斬首されて絶命する。そして、男はヨハンネスにハンケチで包んだ魔物の首を渡し、何も知らないヨハンネスは姫の前で包みをほどいて魔物の首を取り出した。その結果、姫はヨハンネスとの結婚を受け入れた。
それから、婚礼の大祝賀会が開かれたが、魔物は居なくなっても、姫の呪いは解けていなかった。そこで、道連れの男はヨハンネスに、姫を魔法から解放する秘術を伝授した。結果、姫は魔女でなくなり、ヨハンネスに感謝した。
明くる朝、道連れの男は、杖を持ち、背嚢を背負って、ヨハンネスに別れを告げた。別れを惜しむヨハンネスに、自分はかつてヨハンネスが助けた死人であり、かつて自分を助けてくれた礼をしただけなのだと言い残して、姿を消していった。
ヨハンネスは国王となり、姫との間に子供をもうけて、楽しい日々を過ごした。

## アニメ
- アンデルセン物語版：1971年放送（第27-29話）。